# 百步镇
百步镇是中华人民共和国浙江省嘉兴市海盐县下辖的一个镇。

## 行政区划
百步镇下辖以下村级行政区划单位：
百步镇社区、百联村、超同村、逍恬村、农丰村、新升村、横港村、桃北村、胜利村、五丰村和得胜村。